# 1-(4-(Trifluorometil)fenil)piperazin
1-(4-(Trifluorometil)fenil)piperazin (pTFMPP) je otpuštajući agens serotonina. On je ponekad prisutan u dizajniranim drogama, mada u znato manjoj meri od „normalnog“ izomera meta-TFMPP.